# Copăcel (okręg Braszów)
Copăcelⓘ – wieś w Rumunii, w okręgu Braszów, w gminie Hârseni. W 2011 roku liczyła 576 mieszkańców.